# Aeschynomene inyangensis
Aeschynomene inyangensis är en ärtväxtart som beskrevs av Hiram Wild. Aeschynomene inyangensis ingår i släktet Aeschynomene och familjen ärtväxter. Inga underarter finns listade i Catalogue of Life.